# Plectromerus navassae
Plectromerus navassae là một loài bọ cánh cứng trong họ Cerambycidae.